# Cuba Libre Son Band
Cuba Libre Son Band es una orquesta de salsa colombiana, fundada y radicada en Cali. Se destaca por fusionar los ritmos tradicionales de la salsa con elementos contemporáneos del pop, reggae, rock, son cubano, kizomba e influencias musicales de la región pacífica de Colombia.

## Historia
Cuba Libre Son Band se originó en Cali, Colombia, con el objetivo de fusionar los ritmos tradicionales de la salsa con elementos contemporáneos y características culturales de la región pacífica de Colombia. Utilizan la marimba de chonta, conocida como "el piano de la selva", en lugar de teclados tradicionales, y violines en lugar de secciones de viento, creando un sonido único.
La banda está formada por siete músicos que han logrado destacar en la escena musical tanto local como internacional. Su música ha logrado traspasar fronteras sonando en los principales congresos de Salsa del mundo (Berlin Salsa Congress, Polonia Salsa Congress, Eurolatin Salsa Congress, World Stars Salsa Festival) y sus presentaciones en vivo son conocidas por su energía y dinamismo.
En 2016, Cuba Libre Son Band lanzó de manera independiente su primer álbum, "Sontaduro", producido en Cali y que refleja los sonidos de la región del Valle del Cauca. Este álbum, que incluye géneros como el son, la pachanga y la salsa, ha permitido a la banda llegar a audiencias en Europa y América Latina.
A lo largo de su trayectoria, Cuba Libre Son Band ha actuado en los escenarios más importantes de Colombia además de participar a nivel internacional en escenarios como el World stars salsa festival en Bulgaria. También ha alcanzado públicos internacionales en países como Estados Unidos, México, Italia, Alemania, Polonia, España, Rusia, Turquía, Chile, Tailandia y diferentes países de Asia. Han compartido escenario con artistas reconocidos y sus músicos han participado en grabaciones con otros artistas destacados de la salsa como Fresto y Los Hermanos Lebron.
La banda ha recibido varios premios y reconocimientos, incluyendo el primer lugar en Metrópolis Compartiendo Territorios 2015 y los Premios Cristo Rey 2021 como Mejor Grupo Antillano. Además, dos de sus integrantes han sido nominados a los Latin Grammy por su trabajo con otros artistas como Willy Garcia y Mareh.

## Discografía
- Albúm: Sontaduro (2015)
- Caña y guateque (2016)
- Que las hay las hay[3] (2018)
- Que me vaya[4][5] (2019)
- Pachanga y charanga (2019)
- Guitarra mia (2019)
- Del caribe te traigo (2019)
- Bien parchao (2020)
- Que las hay las hay 2 (2021)
- Pateperro [6](2023)
- Pido perdón[7] (2024)
- Espera [8](2024)
- Vamo a Bailar (2024)
- Miralo ve (2024)
- Soy Salsero (2025)

## Premios y nominaciones
| Año  | Trabajo nominado    | Premio | Categoría | Resultado |
| ---- | ------------------- | --- | --------- | --------- |
| 2015 | Sontaduro           | Metrópolis Compartiendo Territorios - Alcaldía de Santiago de Cali, Secretaria de Cultura y Turismo, Estudios Takeshima. | Salsa     | Ganador   |
| 2021 | Pachanga y Charanga | Cristo Rey | Antillano | Ganador   |